# دامکا
دامکا (به انگلیسی: Dumka) یک منطقهٔ مسکونی در هند است که در بخش دامکا واقع شده‌است. دامکا ۴٬۴۰۴٫۰۲ کیلومتر مربع مساحت و ۴۷٬۵۸۴ نفر جمعیت دارد و ۱۳۷ متر بالاتر از سطح دریا واقع شده‌است.